# جان نیکلسون
جان نیکلسون (انگلیسی: John Nicholson; ۲۱ سپتامبر ۱۹۳۶ – ۳ سپتامبر ۱۹۶۶) بازیکن فوتبال اهل بریتانیا بود.
از باشگاه‌هایی که در آن بازی کرده‌است می‌توان به باشگاه فوتبال دونکستر راورز، باشگاه فوتبال پورت ویل، و باشگاه فوتبال لیورپول اشاره کرد.